# Inulosaharaza
Inulosaharaza (EC 2.4.1.9, saharozna 1-fruktoziltransferaza, saharoza:2,1-beta-D-fruktan 1-beta-D-fruktoziltransferaza) je enzim sa sistematskim imenom saharoza:(2->1)-beta-D-fruktan 1-beta-D-fruktosiltransferaza. Ovaj enzim katalizuje sledeću hemijsku reakciju
saharoza + [(2->1)-beta--fruktozil] {\displaystyle \rightleftharpoons } glukoza + [(2->1)-beta--fruktozil]+1
Ovaj enzim konvertuje saharozu u inulin i D-glukozu. Neki drugi šećeri takođe mogu da deluju kao D-fruktozil akceptori.

## Literatura
- Nicholas C. Price; Lewis Stevens (1999). Fundamentals of Enzymology: The Cell and Molecular Biology of Catalytic Proteins (Third изд.). USA: Oxford University Press. ISBN 019850229X.
- Eric J. Toone (2006). Advances in Enzymology and Related Areas of Molecular Biology, Protein Evolution (Volume 75 изд.). Wiley-Interscience. ISBN 0471205036.
- Branden C; Tooze J. Introduction to Protein Structure. New York, NY: Garland Publishing. ISBN 0-8153-2305-0.
- Irwin H. Segel. Enzyme Kinetics: Behavior and Analysis of Rapid Equilibrium and Steady-State Enzyme Systems (Book 44 изд.). Wiley Classics Library. ISBN 0471303097.
- William P. Jencks (1987). Catalysis in Chemistry and Enzymology. Dover Publications. ISBN 0486654605.

## Spoljašnje veze
- Inulosucrase на 